# Castellnou (Alt Palància)
Castellnou (en castellà i oficialment, Castellnovo) és un municipi del País Valencià que es troba a la comarca de l'Alt Palància.
Limita amb Almedíxer, Geldo, Sogorb, Soneixa i La Vall d'Almonesir.

## Geografia
El terme, inclòs en el parc natural de la Serra d'Espadà, és muntanyós, exceptuant la zona de la ribera del Palància. Les principals altures són el Sant Roc (571 m); el cim de Malara (564 m); el Pelao (551 m) i el Sant Cristòfol (428 m); el riu Pequeño o Aurín, els barrancs de Arguillo, Valdeavellanos i Almunia i la rambla d'Almedíxer aporten les aigües juntament amb les fonts de Huérpita, Peco, Marjalet, Pelao, Piojo, Pozuelo, Tano, Butreras i Lugar.

## Història
En el cim de la Torre del Mal Paso hi ha els primers indicis de poblament datats en l'Eneolític; al mateix lloc hi ha un poblat ibèric; els romans edificaren el primers castell i els moros el reedificaren al fundar la població, a la qual donaren el nom de Castellnovo. En 1228 Jaume I (1208-1276) va conquistar el lloc juntament amb Sogorb, i el va donar en senyoriu a Bernat d'Entença. A finals del segle xiii la vila fon alienada a Guillem d'Esplugues; Roderic i Beatriu Llançol de Romaní, de la família Borja, crearen la baronia sobre el lloc, que estava poblat per cristians i moriscs. L'any 1610, després de l'expulsió dels moriscs, fon donat a repoblar a Beatriu de Borja, qui ho va fer amb cristians vinguts d'Aragó, Navarra i Catalunya. En el segle xvii, per extinció de via dinàstica es convertix en marquesat, i és Alfons Folc de Cardona qui va rebre, en 1634, el títol de primer marqués de Castellnovo. En 1786 pertanyia al duc de Montellano; l'historiador Bernardo Mundina assenyala que en 1836 «hi hagué en esta població una batalla molt sagnant entre lliberals i carlins».

## Demografia
| 1900  | 1910  | 1920  | 1930  | 1940  | 1950  | 1960  | 1970  | 1981  | 1991  | 2000  | 2005  | 2007  | 2012  |
| ----- | ----- | ----- | ----- | ----- | ----- | ----- | ----- | ----- | ----- | ----- | ----- | ----- | ----- |
| 1.240 | 1.266 | 1.126 | 1.215 | 1.290 | 1.275 | 1.239 | 1.296 | 1.098 | 1.090 | 1.020 | 1.029 | 1.052 | 1.050 |

## Economia
Tradicionalment, l'economia de Castellnou s'ha basat en l'agricultura, el comerç i la xicoteta empresa. A causa de la proximitat al riu, és molt important el regadiu, a on es cultiven taronges, caquis, nispros i cireres. En el secà predominen les ametles, olives i garrofes.

## Política i govern

### Composició de la Corporació Municipal
El Ple de l'Ajuntament està format per 7 regidors. En les eleccions municipals de 26 de maig de 2019 foren elegits 3 regidors del Partit Socialista del País Valencià (PSPV-PSOE), 3 del Partit Popular (PP) i 1 de Ciutadans - Partit de la Ciutadania (Cs).
| Eleccions municipals de 26 de maig de 2019 - Castellnou                                                                       |                                          |                                     |                                     |      |          |          |
| Candidatura | Candidatura                              | Candidatura                         | Cap de llista                       | Vots | Vots     | Regidors |
| | Partit Socialista del País Valencià-PSOE |                                     | Carmen Gil Sánchez                  | 324  | 45,96%   | 3 (-1)   |
| | Partit Popular                           |                                     | Alejandro Selma Montagut            | 280  | 39,72%   | 3 ()     |
| | Ciutadans - Partit de la Ciutadania      |                                     | Ramón Vicente Herrero García        | 92   | 13,05%   | 1 (+1)   |
| | Vots en blanc                            |                                     |                                     | 9    | 1,28%    |          |
| Total vots vàlids i regidors                                                                                                  | Total vots vàlids i regidors             | Total vots vàlids i regidors        | Total vots vàlids i regidors        | 705  | 100 %    | 7        |
| | Vots nuls                                | Vots nuls                           | Vots nuls                           | 15   | 2,08%    |          |
| Participació (vots vàlids més nuls)                                                                                           | Participació (vots vàlids més nuls)      | Participació (vots vàlids més nuls) | Participació (vots vàlids més nuls) | 720  | 89,89%** |          |
| Abstenció | Abstenció                                | Abstenció                           | Abstenció                           | 81*  | 10,11%** |          |
| Total cens electoral | Total cens electoral                     | Total cens electoral                | Total cens electoral                | 801* | 100 %**  |          |
| Alcaldessa: Carmen Gil Sánchez (PSPV) (15/06/2019) Per majoria absoluta dels vots dels regidors (4 vots: 3 de PSPV i 1 de Cs) |                                          |                                     |                                     |      |          |          |
| Fonts: JEC, JEZ Sogorb, M. Interior, Periòdic Ara. (* No són vots sinó electors. ** Percentatge respecte del cens electoral.) |                                          |                                     |                                     |      |          |          |

### Alcaldia
Des de 2015 l'alcaldessa de Castellnou és Carmen Gil Sánchez, del Partit Socialista del País Valencià (PSPV-PSOE).
| Període                       | Alcalde o alcaldessa      | Partit polític | Data de possessió | Observacions |
| ----------------------------- | ------------------------- | -------------- | ----------------- | ------------ |
| 1979–1983                     | Francisco Llop Villalonga | UCD            | 19/04/1979        | --           |
| 1983–1987                     | Benjamín Piquer Sanchis   | AP-PDP-UL-UV   | 28/05/1983        | --           |
| 1987–1991                     | Francisco Llop Villalonga | AP             | 30/06/1987        | --           |
| 1991–1995                     | Manuel Lorenzo Gil Morro  | PSPV-PSOE      | 15/06/1991        | --           |
| 1995–1999                     | Manuel Lorenzo Gil Morro  | PSPV-PSOE      | 17/06/1995        | --           |
| 1999–2003                     | Manuel Fernando López Gil | PSPV-PSOE      | 03/07/1999        | --           |
| 2003–2007                     | Manuel Fernando López Gil | PSPV-PSOE      | 14/06/2003        | --           |
| 2007–2011                     | Jorge Picó Sánchez        | PSPV-PSOE      | 16/06/2007        | --           |
| 2011–2015                     | Teresa Gonzalvo Llop      | PP             | 11/06/2011        | --           |
| 2015–2019                     | Carmen Gil Sánchez        | PSPV-PSOE      | 13/06/2015        | --           |
| 2019-2023                     | Carmen Gil Sánchez        | PSPV-PSOE      | 15/06/2019        | --           |
| Des de 2023                   | n/d                       | n/d            | 17/06/2023        | --           |
| Fonts: Generalitat Valenciana |                           |                |                   |              |

## Monuments

### Monuments religiosos
- Calvari.

Està compost per catorze estacions, denominades creus, i una creu de ferro en el centre de la part més alta, a més de diversos ciprers que donen esplendor al paisatge. Se situa a la pujada de la muntanya de Sant Cristòfol.
- Ermita de Sant Antoni de Pàdua. Del segle xviii.

A la muntanya de Sant Cristòfol, un petit edifici de maçoneria amb arrebossat que alberga una imatge del sant del segle xviii. És tradició pujar-hi tots els dimarts de l'any i almorzar el Dilluns de Pasqua.
- Ermita de Sant Cristòfol. Del segle xv.

Situada en el tossal del mateix nom, a una altitud de 428 metres. És una sòlida construcció amb arcs fajons i sostre de fusta. Hi ha un mirador excepcional des d'on pot ser apreciada la bellesa de tota la comarca.
- Església dels Sants Reis. Dels segles xvii i xviii.

Vegeu l'article principal Església dels Sants Reis
És un temple d'estil renaixentista amb planta de creu llatina, mig claustre i dues esveltes cúpules aparellades amb la torre i el castell. Està decorada amb pintures murals del segle xvii. Està situada en la Plaça de l'Om, anomenada així per l'Om de grans dimensions que la presidix, que fon plantat amb motiu de la constitució de Cadis, en 1812.

### Monuments civils

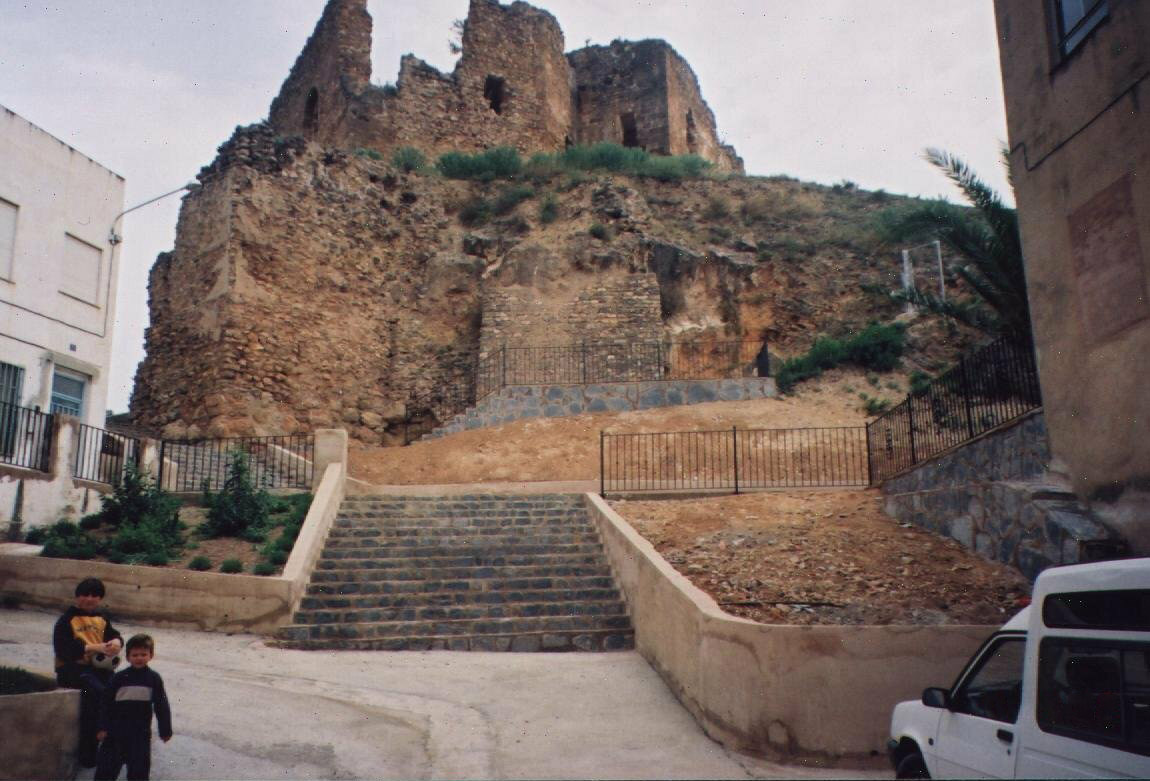
El castell

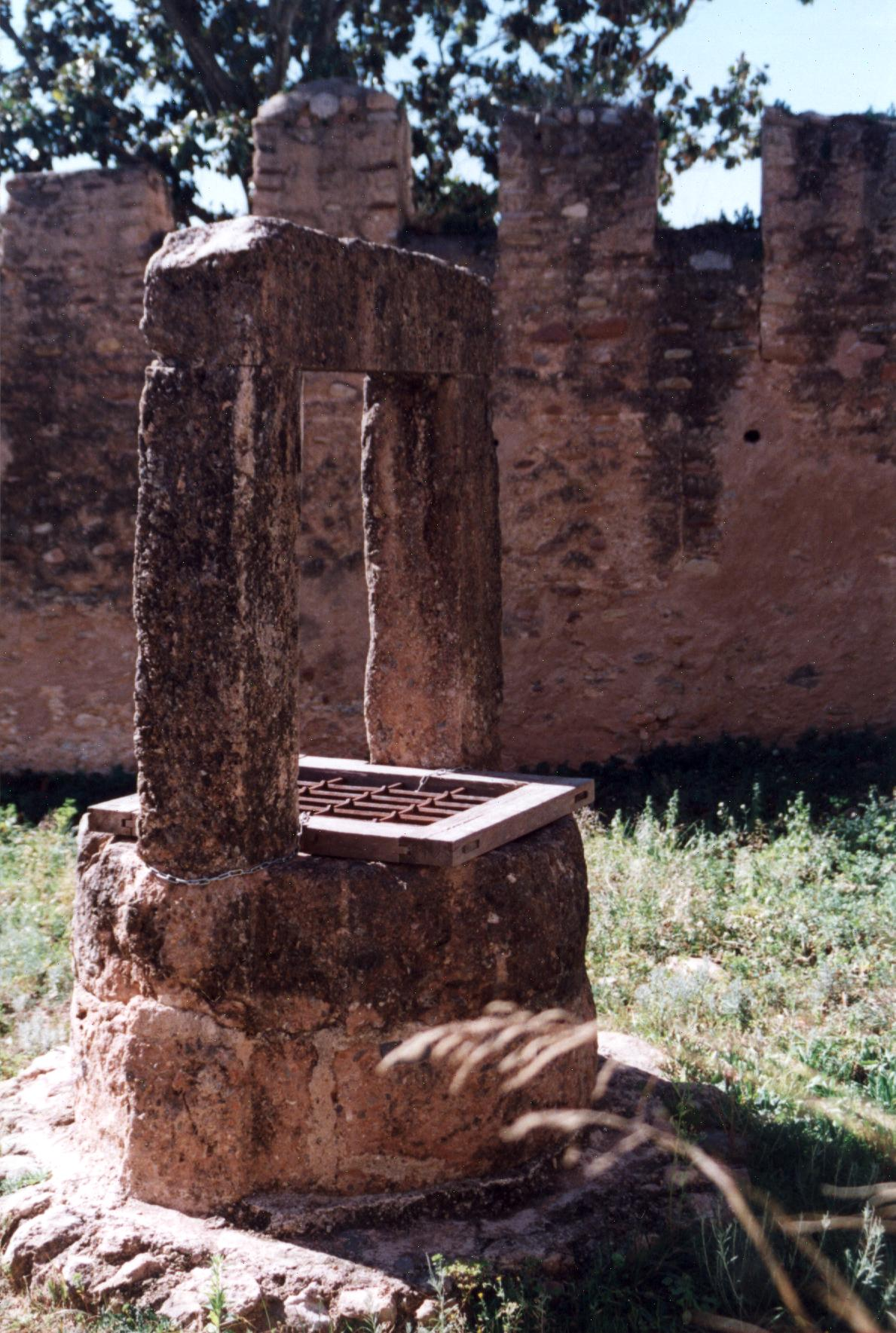
La cisterna àrab

- Castell de Castellnou de Sogorb. Dels segles del XIII al XV. Declarat Bé d'Interés Cultural (BIC).

Es considera que els orígens del castell són romans i que la fortalesa degué formar part de la xàrcia defensiva de Sogorb. En el període de dominació musulmana degué ser novament reconstruït, sobre les restes anteriors, i d'eixa època li deu vindre el nom de castell nou o Castellnou, orige de la toponímia actual.
A mitjan any 1233 va ser conquistat per les tropes de Jaume I i, posteriorment, fon cedit al noble Berenguer d'Entença, qui en fon el propietari fins a finals del segle xiii.
L'aspecte que el diferencia d'altres castells de la regió prové de les importants edificacions i reestructuracions que va sofrir a mitjan XV, quan va pertànyer a Beatriu de Borja, qui li va atorgar una bella empremta renaixentista amb les voltes i arcs apuntats, així com per les elaborades defenses del recinte exterior. Presenta un portal central amb una torre avançada a l'esquerra. Manca de portal d'arqueria, però conserva, al capdamunt, part d'un curiós matacà en pedra carreu.
Destaquen les sales d'arcs i voltes nervades que denoten el segell inconfusible dels Borja de Roma. Consta d'un pati més o menys quadrat i de quatre estances al voltant. Està construït en maçoneria i carreus i es conserven els murs a un nivell alt, però li falta la totalitat de les voltes i els carreus de portes i finestres. S'hi distingixen trams de muralla, encara que molts d'ells es troben confosos entre el caseriu existent. Un dels trams conserva els merlets.
- Cisterna àrab

La Cisterna de Castellnou és una construcció d'origen hispanoàrab que ha perdurat fins a l'actualitat. La Cisterna la formen una escala, una cambra subterrània i un depòsit circular situat en l'angle format per l'escala i la càmera.
La Cisterna de Castellnou és sens dubte un dels millors exemplars conservats d'enginyeria hidràulica islàmica en la comarca de l'Alt Palància.
- Torre del Mal Paso.

Torre ibera de vigilància, declarada Bé d'Interés Cultural (BIC).
Les primeres dades que apunten a l'establiment de població en el terme de Castellnou es troben al costat de la torre del Mal Paso, a on es troben restes corresponents a l'edat del bronze. També s'han trobat en el mateix lloc restes iberes i romanes.
Se situa en un pujol pròxim al poble de Castellnou i sobre el camí que comunica la vila amb la veïna Sogorb. Segons Forcada Martí, és una de les mostres fonamentals ibèriques castrenses en terres castellonenques. És un clàssic exemple de torre vigia amb elements defensius.
La seua planta és redona i està construïda en maçoneria. Al costat hi ha les restes d'un poblat ibèric en el qual subsistixen murs d'habitació i restes d'una altra torre quadrada. S'han trobat en el poblat restes de ceràmica ibèrica, un pic de ferro, agulla de fíbula i pondus, allisador, anell de pedra, percussor i morter. La torre del Mal Paso servia d'enllaç amb el castell principal, que era el de Sogorb. Només en queda la part inferior i no es troben en ella restes ornamentals.

## Llocs d'interés
- Pou de los Gitanos. Forma part del riu Aurín o Pequeño. Utilitzat pels jóvens de la zona per a prendre el bany en qualsevol època de l'any. És molt concorregut a l'estiu.

- Om munumental. Data de 1812 i va ser plantat en el centre de la plaça que en l'actualitat du el seu nom com a commemoració de la Constitució de Cadis. Cap a mitjan segle xx l'om va sofrir la pèrdua de fusta del tronc a causa d'un incendi que els veïns van aconseguir apagar. L'arbre té una altura de 12,20 m, amb un perímetre de tronc de 5,75 m, sent el radi de la copa major amb 9 m, i ocupant una superfície de 240 metres quadrats.

- Font de la Mina

## Festes i celebracions
- Festes patronals. Se celebren a partir del 15 d'agost en honor del Crist de la Misericòrdia amb actes religiosos, bous al carrer i revetles.
- Festes de la Mina. Se celebra el 10 de juliol amb sopar al paratge de la Mina.
- Festa de las Mozas. Se celebra durant el segon diumenge d'octubre en honor de la Verge del Roser, amb una cavalcada de disfresses amb carrosses, revetla i processó.
- Romiatge de la Santa Creu. Tradicional romiatge a l'Ermita de Sant Cristòfol, amb repartiment de vi i xocolate, activitats taurines i revetles durant el primer cap de setmana de maig.
- Sant Antoni. El 17 de gener.
- Mercat Medieval. Se celebra el 30 de juliol en el passeig de pujada al Castell, amb actuacions a l'aire lliure, degustacions de productes típics. Està ambientat en època medieval.